# Коноваловка (Самарская область)
Коноваловка — посёлок в Борском районе Самарской области России. Административный центр сельского поселения Коноваловка.

## География
Посёлок находится в восточной части Самарской области, в степной зоне, на расстоянии примерно 10 километров (по прямой) к северо-западу от села Борского, административного центра района. Абсолютная высота — 68 метров над уровнем моря.
Климат
Климат характеризуется как резко континентальный, с морозной малоснежной зимой и жарким сухим летом. Средняя температура воздуха самого тёплого месяца (июля) — 21 °C; самого холодного (января) — −14 °C. Среднегодовое количество атмосферных осадков составляет 350 мм.
Часовой пояс
Посёлок Коноваловка, как и вся Самарская область, находится в часовой зоне МСК+1. Смещение применяемого времени относительно UTC составляет +4:00.

## Население
| 2010 |
| ---- |
| 939  |

Половой состав
По данным Всероссийской переписи населения 2010 года в гендерной структуре населения мужчины составляли 45,2 %, женщины — соответственно 54,8 %.
Национальный состав
Согласно результатам переписи 2002 года, в национальной структуре населения русские составляли 47 % из 1069 чел., мордва — 45 %.

## Известные уроженцы, жители
- Медведев, Михаил Михайлович (1923—1977) — участник Великой Отечественной войны, Герой Советского Союза.